# Schlosskirche Letzlingen

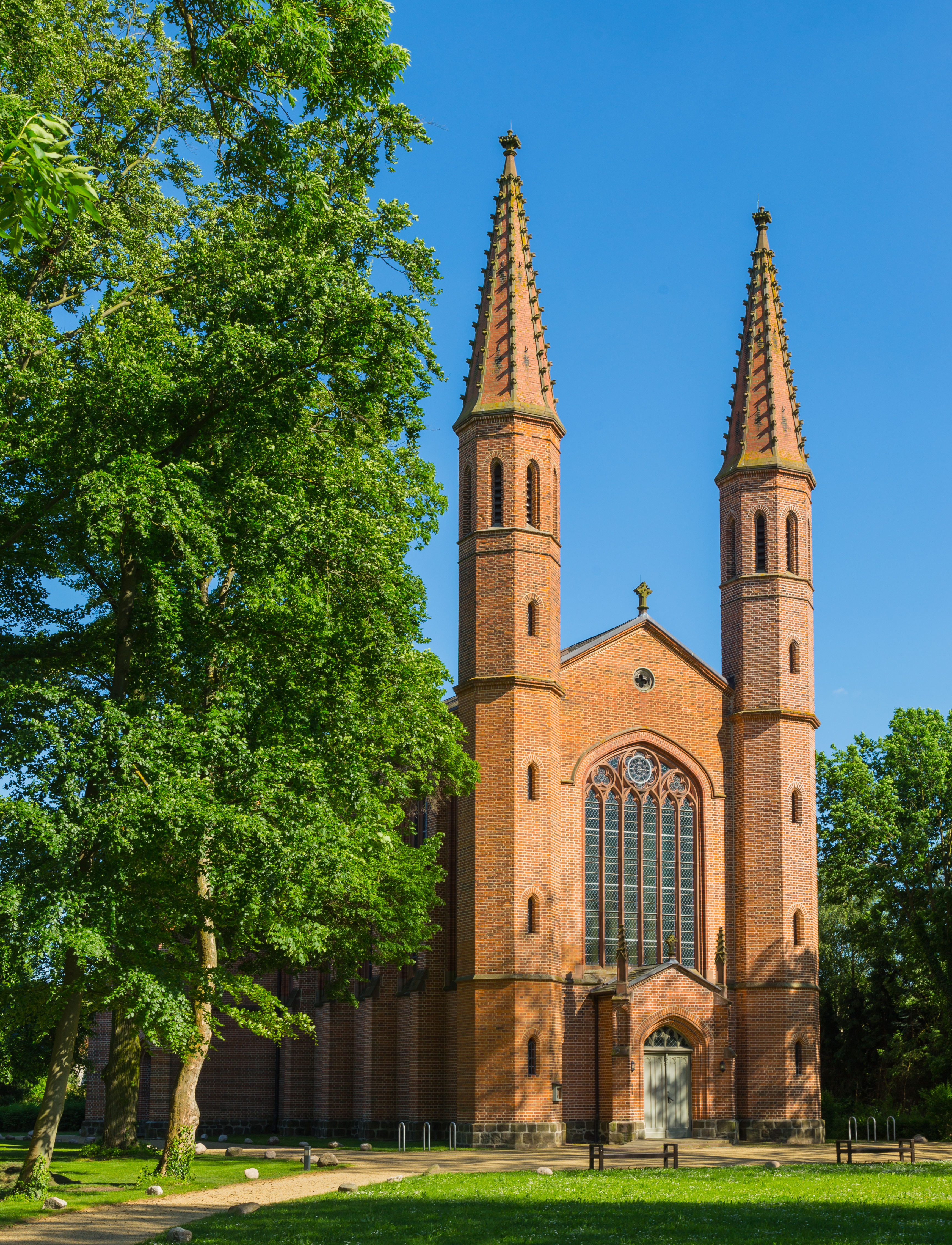
Schlosskirche von Westen

Die Schlosskirche Letzlingen ist eine Kirche im Ortsteil Letzlingen der Stadt Gardelegen im Norden Sachsen-Anhalts. Sie wird dem Historismus zugerechnet.

## Geschichte
Das der Kirche gegenüberliegende Jagdschloss Letzlingen wurde in den 1840er bis 1850er Jahren auf Betrieben des preußischen Königs Friedrich Wilhelms IV. im Stil der englischen Neugotik, dem Tudor Revival, auf dem Gelände eines älteren Schlosses neu errichtet. 1853 entwarf der Architekt Friedrich August Stüler eine Kirche im selben Baustil, die die vorhandene Kirche – ein schlichter Bau mit mittigem Dachreiter – ersetzen sollte. Friedrich Wilhelm IV. selbst hatte auf einer Zeichnung der alten Kirche seine architektonischen Vorstellungen als Bleistiftskizze dargelegt. 1857 wurde der Grundstein gelegt, der eigentliche Baubeginn erfolgte jedoch erst 1859. 1861 wurde die Kirche eingeweiht. Friedrich Wilhelm IV. war im selben Jahr gestorben, so dass sein Bruder und Nachfolger als König, Wilhelm I., die Einweihung am 11. Dezember 1861 vollzog. Er selbst spendete ein Kruzifix und zwei Stahlglocken, die mit seinen Widmungen versehen sind. Elisabeth, die Witwe Friedrich Wilhelms IV., stiftete die Orgel und das Altarbild.
Nach der Wende war die Kirche in einem so schlechten Zustand, dass ihre Schließung erwogen wurde. Sie wurde jedoch in der Folgezeit schrittweise und umfassend renoviert.

## Architektur, Ausstattung und Nutzung der Kirche

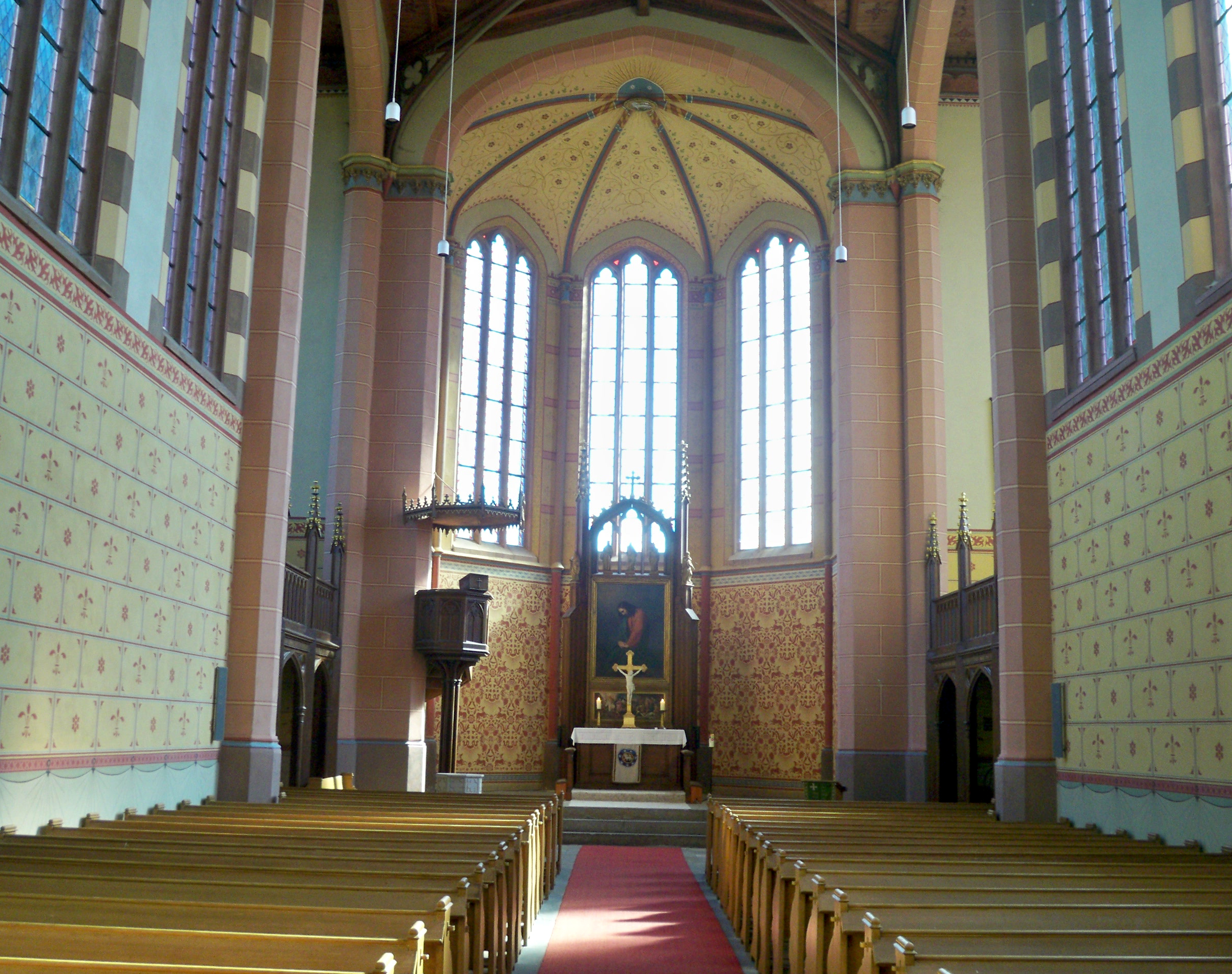
Blick zum Altar

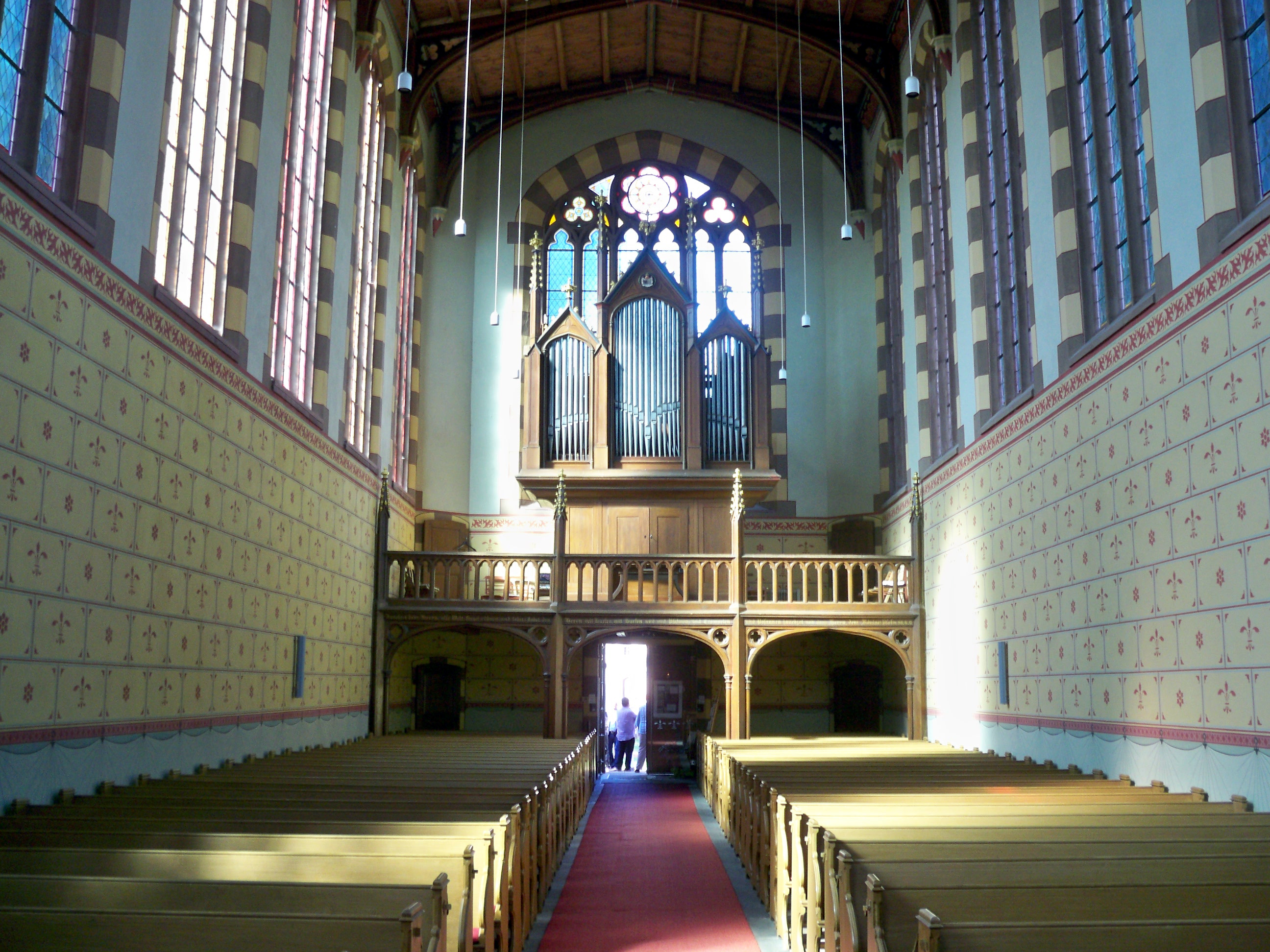
Blick zur Orgelempore

Die Kirche steht dem Haupteingang des Schlosses etwa 100 Meter Richtung Osten mit ihrem Eingang diametral gegenüber. Der Klinkerbau ist eine Saalkirche und besteht aus Langhaus und Querhaus mit Pseudodreiapsidenabschluss. Zwei schlanke Ecktürme mit oktogonalem Grundriss stehen auf der Westseite, auf der Vierung steht ein Dachreiter. Das Portal wird von weiteren Türmchen verziert. Die Kirche erhält ihr eigenes Gepräge durch die Verwendung des spätgotischen Tudorbogens, der sonst selten vorkommt.
Der Innenraum zeichnet sich durch eine zur Mittelachse hin ansteigende Bretterdecke und hohe Fenster aus. In der Vierung gibt es ein hölzernes Kreuzrippengewölbe, während der Chor ein flaches Rippengewölbe aufweist. Emporen befinden sich beiderseits in der Vierung, die Orgelempore auf der Westseite. Die Wände sind mit Schablonenmalerei gestaltet. Zur Einrichtung gehören eine Kanzel, ein Altar mit Altarbild, das den betenden Christus im Garten Getsemane zeigt und von Clara Genicke gemalt wurde, ein in den 2010er Jahren erworbener Taufstein und eine Orgel, die zur Entstehungszeit der Kirche vom Magdeburger Carl Friedrich Wilhelm Böttcher gebaut wurde. Sie hat 17 Register und verfügt über zwei Manuale. Die Stahlglocken von 1871/72 überbeanspruchten die Statik der schlanken Türme, so dass die Klangkörper um etwa 1999 abgenommen, im nördlichen Querschiff ausgestellt und durch zwei kleinere, neu angefertigte Bronzeglocken ersetzt wurden. Die Bleistiftskizze Friedrich Wilhelms IV. ist ebenfalls in der Kirche ausgestellt.
Die Kirche gehört zum Pfarrbereich Letzlingen im Kirchenkreis Salzwedel der Evangelischen Kirche in Mitteldeutschland. Zwischen Ostern und dem ersten Sonntag im November – an diesem Tag findet traditionsgemäß der Hubertusgottesdienst statt – wird sie für Gottesdienste und Kasualien genutzt. Im Sommer finden Konzerte im Rahmen des „Letzlinger-Roxförder Musiksommers“ statt.

## Umgebung
Die Kirche steht am Westrand Letzlingens im Schlosspark.